# برايان بيتس
برايان بيتس (بالإنجليزية: Brian Bates)‏ هو لاعب كرة قدم أمريكي، ولد في 16 أغسطس 1972 في ودبريدغ (فرجينيا) في الولايات المتحدة. شارك مع منتخب الولايات المتحدة تحت 17 سنة لكرة القدم. أما مع النوادي، فقد لعب مع تشارلستون بيتري ودي.سي. يونايتد وشيكاغو فاير وكولورادو رابيدز ونادي دالاس.

## وصلات خارجية
- برايان بيتس على موقع الاتحاد الدولي (مؤرشف)  (الإنجليزية)
- برايان بيتس على موقع الدوري الأمريكي (الإنجليزية)
- برايان بيتس على موقع قاعدة بيانات كرة القدم.إي يو (الإنجليزية)